# Dimítris Iliádis
Dimítris Iliádis (grec moderne : Δημήτρης Ηλιάδης) est un homme politique chypriote né en 1947.

## Biographie
Ce chypriote grec est né en 1947, à Lefkóniko dans le district de Famagouste actuellement en Chypre du Nord, il étudie le droit à l’Université nationale et capodistrienne d'Athènes. Il pratique à Nicosie à partir de 1980, et est élu en 1985 à la Chambre des représentants. Il y demeure jusqu’à 2001. Il préside la commission de l’Environnement de Chypre. En 2005, il devient membre du bureau des directeurs de la Banque centrale de Chypre jusqu’à mars 2010, où il est nommé ministre de l’Agriculture. 
Il a été nommé ministre de la Défense le 14 juillet 2011 dans le gouvernement Khristófias à la suite de la démission de son prédécesseur causé par l’explosion accidentelle d’un dépôt de munitions survenue sur la base navale Evangelos Florakis à Zýgi le 11 juillet 2011. Cette nomination est effective le 5 août 2011.
Marié avec Angeliki Hadjisavva, il a deux enfants, Sofia et Yannis.